# Catallagia luski
Catallagia luski är en loppart som beskrevs av Scwan et Nelson 1983. Catallagia luski ingår i släktet Catallagia och familjen mullvadsloppor. Inga underarter finns listade i Catalogue of Life.